# 中山秀征の有楽町で逢いまSHOW
中山秀征の有楽町で逢いまSHOW（なかやまひでゆきのゆうらくちょうであいまショー）は、ニッポン放送にて日本音楽事業者協会の企画制作で2012年4月1日より放送している音楽番組である。

## 番組概要
2012年4月、音事協が歌謡曲の顧客層が年々高齢化してる事を鑑みて新たな打開策として、1957年のフランク永井の大ヒット曲である「有楽町で逢いましょう」を捩り、「ここから第2の「有楽町で～」となるような、全国区になるヒット曲を生み出したい」との意図を持って企画製作を行い、番組を制作した。放送形態については、番組開始当初はニッポン放送と歌謡ポップスチャンネルとのサイマル放送となっていた。
司会及びラジオのパーソナリティとして、歌謡曲に対して造詣の深い中山秀征を起用した中山の冠番組である。収録は有楽町のニッポン放送本社に所在するイマジンスタジオを会場にて隔週金曜に2本録りで、4人の歌手をゲストに迎えて歌を披露してもらう公開番組の形式を採用しており、ゲスト歌手のジャンルは演歌やムード歌謡が非常に多く、偶に若年層向けのゲストを招く場合もある。尚、ニッポン放送の番組において、定時でイマジンスタジオを収録で使う初めての番組となっている。但し、2013年9月に「「音事協の森」植林・植樹プロジェクト」として、『中山秀征の有楽町で逢いまSHOW スペシャル〜音楽は地球を救う in 北杜市2013〜』と銘を打ち、山梨県北杜市の八ヶ岳やまびこホール（高根ふれあい交流ホール）にて公開収録を行った。 また、歌謡ポップスチャンネル放送版では出演歌手へのインタビューシーンも含まれていた。
しかし、テレビ放送は2017年3月31日放送分にて、歌謡ポップスチャンネルのサイマル放送は終了。その後、2019年2月からケーブルテレビMSOのJ:COMのコミュニティチャンネル枠の全国共通チャンネルであるJテレで新たに放送する事が決定。J:COMでの放送開始に伴い、平日に新たに『プラス』として、15分版のダイジェスト番組を編成している。
番組観覧は音事協、ニッポン放送、J:COMの3つのWebサイトからメール及びハガキにて募っている。ラジオ版の放送時間は2014年迄は平日の夜に放送されていたが、2015年4月放送分から、日曜の早朝番組である『ひろたみゆ紀のサンデー早起き有楽町』のフロート番組となっている。

## 出演者

### 現在

#### パーソナリティ
- 中山秀征

#### アシスタント
- 石川みゆき（フリーアナウンサー、元ニッポン放送アナウンサー）- 2014年8月 -

### 過去

#### アシスタント
- 増田みのり（当時：ニッポン放送アナウンサー）- 2012年4月 - 2013年12月
- 増山さやか（ニッポン放送アナウンサー）- 2014年1月 - 2014年7月

### ピンチヒッター

#### パーソナリティ
- 松本明子 - 2022年4月17日 - [注釈 2]

## 放送時間
※JST表記

### 現在
ラジオ
- 日曜 5:30 - 6:00 - 2015年4月 - ※『くり万太郎のサンデー早起き有楽町』及び『ひろたみゆ紀のサンデー早起き有楽町』に内包

テレビ（J：COMチャンネル『中山秀征の有楽町で逢いまSHOW♪』）
- 土曜 19:30 - 19:55　※ラジオ放送と同一の内容

### 過去
フロート番組への枠移動前はニッポン放送ショウアップナイターや特別編成に伴って通常法の時間に放送できないことが多々あり、その場合は日曜深夜等に放送される場合が有った
ラジオ
| 放送地域   | 放送局                        | 放送時間                              | 放送期間                  |
| ---------- | ----------------------------- | ------------------------------------- | ------------------------- |
| 関東広域圏 | ニッポン放送（LF） （制作局） | 月曜 19:30 - 20:00 金曜 20:00 - 20:30 | 2013、2014年度 2012年度   |
| 山形県     | 山形放送                      | 木曜 18:15 - 18:45                    | 2016年9月29日 - 2017年3月 |

テレビ（歌謡ポップスチャンネル）
- 水曜 19:00 - 19:45※リピート放送有 - 2012年4月4日 - 2017年3月

## スタッフ
テレビサイマル放送のみ
- 制作協力：ZOOM

## 特別番組
- 中山秀征の有楽町で振り返りまSHOW2020

2020年の年末に、生放送で同年の国内外の主な出来事や流行事を振り返りつつ、同年のヒット楽曲をオンエアする構成
2020年12月29日 11:00 - 13:00
アシスタント：前島花音（ニッポン放送アナウンサー）

## イベント
- ナインティナインのオールナイトニッポン歌謡祭 - 2021年10月31日に横浜アリーナで開催されるイベントに当番組が友情出演する形で参加することになっている。